# Полимеризација

Полимеризација: Процес претварања мономера или мешавине мономера у полимер.

Полимеризација је реакција услед које хемијска једињења мале молекулске масе (мономери) или смеша неколико таквих једињења реагују међусобно, све док се не исцрпе слободне функционалне групе, услед чега настају молекули са много већом молекулском масом од реактаната. Продукат ове реакције је полимер.
Реакције полимеризације се деле на:
- Постепена полимеризација - код ове полимеризације реакција се одвија „корак по корак“, тј. прво међусобно реагују два мономера градећи димер, а потом димери реагују међусобно градећи тетрамере итд.
- Ланчана полимеризација - код ове полимеризације реакција се одвија као „лавина“, она почиње од реакције иницирања активне форме мономера, која је у стању да себи прикључи следеће мономере у реакцији пропагације. У овом процесу настају полимери великих молекулских маса.

Почевши од тридесетих година XX века многе реакције полимеризације су почеле да се користе у индустрији. Брзина полимеризације зависи од температуре, притиска, количине и врсте иницијатора или катализатора. 
Према техничком начину спровођења полимеризације се деле на:
1. Полимеризација у раствору - код које је средина у којој се одвија полимеризација одговарајући растварач, у коме се растварају како мономери тако и иницијатори.
2. Емулзиона полимеризација - код које мономери граде емулзионе молекуле, док се иницијатор налази у властитом раствору.
3. Полимеризација у блоку - код које се течном мономеру директно додаје иницијатор.
4. Полимеризација у гасној фази - код које су мономери гасови ниске критичне температуре.
5. Полимеризација на граници фаза - код које се мономер налази у једној течној фази, а иницијатор у другој.

## Преглед
У хемијским једињењима, полимеризација се може десити путем различитих реакционих механизама који варирају по сложености због функционалних група присутних у реактантима и њихових инхерентних стеричних ефеката. У једноставнијим полимеризацијама, алкени формирају полимере кроз релативно једноставне реакције радикала; насупрот томе, реакције које укључују супституцију карбонилне групе захтевају сложенију синтезу због начина на који се реактанти полимеришу. Алкани се такође могу полимеризовати, али само уз помоћ јаких киселина.
Пошто алкени могу да се полимеризују у донекле једноставним радикалним реакцијама, они формирају корисна једињења као што су полиетилен и поливинил хлорид, који се сваке године производе у великим тонажама због њихове корисности у производним процесима комерцијалних производа, као што су као цеви, изолација и амбалажа. Генерално, полимери као што је PVC се називају „хомополимери”, јер се састоје од поновљених дугих ланаца или структура исте мономерне јединице, док се полимери који се састоје од више од једне мономерне јединице називају кополимери (или „ко-полимери”).
Друге мономерне јединице, као што су формалдехидни хидрати или једноставни алдехиди, су у стању да се полимеризују на прилично ниским температурама (око -80 °C) да формирају тримере; молекула који се састоје од 3 мономерне јединице, који могу да се циклизују формирајући цикличне структуре, или се подвргавају даљим реакцијама да формирају тетрамере, или једињења са 4 мономерне јединице. Такви мали полимери се називају олигомери. Генерално, пошто је формалдехид изузетно реактиван електрофил, он дозвољава нуклеофилно додавање хемиацеталних интермедијера, који су генерално краткотрајна и релативно нестабилна једињења „средње фазе“ која реагују са другим присутним молекулима да би се формирала стабилнија полимерна једињења.

## Постепени раст наспрам полимеризације ланчаног раста
Постепени и ланчани раст су главне класе механизама реакције полимеризације. Први је често лакши за имплементацију, али захтева прецизну контролу стехиометрије. Каснији поузданије даје полимере високе молекуларне тежине, али је применљив само на одређене мономере.

### Постепени раст
У степенастој полимеризацији, парови реактаната, било које дужине, комбинују се у сваком кораку да би формирали дужи полимерни молекул. Просечна моларна маса расте споро. Дуги ланци се формирају тек касно у реакцији.
Полимери степенастог раста се формирају независним корацима реакције између функционалних група мономерних јединица, које обично садрже хетероатоме као што су азот или кисеоник. Већина полимера са степенастим растом се такође класификује као кондензациони полимери, пошто се мали молекул као што је вода губи када се полимерни ланац продужи. На пример, полиестерски ланци расту реакцијом група алкохола и карбоксилне киселине да формирају естарске везе са губитком воде. Међутим, постоје изузеци; на пример, полиуретани су полимери постепеног раста формирани од изоцијанатних и алкохолних бифункционалних мономера) без губитка воде или других испарљивих молекула, и класификовани су као адициони полимери, а не као кондензациони полимери.
Полимери са степенастим растом повећавају молекулску тежину веома малом брзином при нижим конверзијама и достижу умерено високе молекулске масе само при веома високој конверзији (тј. >95%). Полимеризацијом у чврстом стању да би се добили полиамиди (нпр. најлони), што је пример полимеризације степенастим растом.

### Ланчани раст
У полимеризацији ланчаног раста (или ланца), једини корак реакције продужетка ланца је додавање мономера растућем ланцу са активним центром као што је слободни радикал, катјон или анјон. Када се раст ланца покрене формирањем активног центра, пропагација ланца је обично брза додавањем низа мономера. Дуги ланци се формирају од почетка реакције.
Полимеризација ланчаног раста (или адициона полимеризација) укључује међусобно повезивање незасићених мономера, посебно који садрже двоструке везе угљеник-угљеник. Пи-веза се губи формирањем нове сигма везе. Полимеризација ланчаног раста је укључена у производњу полимера као што су полиетилен, полипропилен, поливинил хлорид (PVC), акрилат. У овим случајевима, алкени  се претварају у алкане високе молекулске тежине .
Други облици полимеризације раста ланца укључују катјонску адициону полимеризацију и анјонску адициону полимеризацију. Посебан случај полимеризације ланчаног раста доводи до живе полимеризације. Зиглер-Ната полимеризација омогућава значајну контролу гранања полимера.
Користе се различите методе за манипулацију стопа иницијације, пропагације и завршетка током полимеризације ланца. Повезано питање је контрола температуре, која се такође назива управљање топлотом, током ових реакција, које су често веома егзотермне. На пример, при полимеризацији етилена ослобађа се 93,6 kJ енергије по молу мономера.
Начин на који се полимеризација спроводи је високо развијена технологија. Методе укључују полимеризацију емулзије, полимеризацију раствора, полимеризацију суспензије и преципитациону полимеризацију. Иако се полимерна дисперзност и молекулска тежина могу побољшати, ове методе могу да уведу додатне захтеве за обраду да би се производ изоловао од растварача.

### Фотополимеризација
Већина реакција фотополимеризације су полимеризације ланчаног раста које се иницирају апсорпцијом видљиве или ултраљубичасте светлости. Светлост може бити апсорбована било директно реактантним мономером (директна фотополимеризација), или фотосензибилизатором који апсорбује светлост и затим преноси енергију на мономер. Генерално, само се корак иницијације разликује од корака уобичајене термичке полимеризације истог мономера; накнадни кораци пропагације, завршетка и преноса ланца су непромењени. У фотополимеризацији степена раста, апсорпција светлости покреће реакцију додавања (или кондензације) између два комономера који не реагују без светлости. Циклус пропагације се не покреће, јер сваки корак раста захтева присуство светлости.
Фотополимеризација се може користити као фотографски или штампарски процес, јер се полимеризација дешава само у областима које су биле изложене светлости. Нереаговани мономер се може уклонити из неекспонираних региона, остављајући рељефну полимерну слику. Неколико облика 3Д штампања — укључујући стереолитографију слој-по-слој и двофотонску апсорпциону 3Д фотополимеризацију — користи фотополимеризацију.
Мултифотонска полимеризација коришћењем појединачних импулса такође је демонстрирана за израду сложених структура коришћењем дигиталног микроогледала.